# Wigmore Hall
A Wigmore Hall egy londoni hangversenyterem, amelyet vendégelőadók számára tartanak fenn, és kamarazenei koncertekre specializálódott szólózongorára és más szólóhangszerekre, valamint operaénekeseknek, akiket zongorán kísérnek. A terem a Wigmore Streeten van és megfelelő méretekkel, tökéletes akusztikával rendelkezik a kamarazenei előadásokhoz. Évente körülbelül 400 koncertet adnak a Hallban, és hetente a BBC is élőben közvetít egyet, amelyet ebben a teremben vettek fel.

## Története
- Eredetileg Bechstein Hallnak hívták, amikor 1899 és 1901 között a német Bechstein-zongoragyár tulajdonosa építtette, akinek a csarnok mellett volt zongoraboltja. A termet Thomas Edward Collcutt építész tervezte, aki a Stranden a Savoy Hotelt is. Bechstein Szentpétervárott és Párizsban is építtetett hasonló csarnokokat.

Az csarnok reneszánsz stílusban épült, alabástrom és márvány díszíti a téglalap alakú helyiség falait. Kis emelt színpadja díszes kupola alatt van. A csarnok a szakértők szerint az egyik legjobb akusztikával rendelkezik Európa koncerttermei között. 2004-ben felújították, és 2005-ben folytatta működését.
A Bechstein Hall 1901. május 31-én nyílt meg a híres olasz zongoraművész és zeneszerző, Ferruccio Busoni és Eugène Ysaÿe hegedűművész hangversenyével. Működésének első éveiben a kor olyan legnagyobb virtuózai léptek fel színpadán, mint Artur Schnabel, Pablo de Sarasate, Percy Grainger, Myra Hess, Arthur Rubinstein, Camille Saint-Saëns és Max Reger.
Német tulajdonosa miatt az első világháború idején rekvirálták. A csarnokot a hozzá tartozó üzlettel és 130 zongorával valós értéke alatt adták el a Debenhamsnek, majd 1917-ben Wigmore Hall néven újra megnyitották. Számos nagy művész, mint például Szvjatoszlav Richter, Sergio Fiorentino, Vladimir Ashkenazy, Elisabeth Schwarzkopf, Szergej Prokofjev, Shura Cherkassky, Paul Hindemith, Andrés Segovia, Benjamin Britten és Francis Poulenc tartotta meg itt előadását.
Napjainkban Schiff András, Joshua Bell, Maxim Vengerov, Thomas Quasthoff, Ian Bostridge, Susan Graham, Angela Hewitt, Mark Padmore, Steven Isserlis, Sir Thomas Allen, Matthias Goerne, Dame Felicity Lott, Pierre-Laurent Aimard, Simon Keenlyside, Anne Sofie von Otter, a Beaux Arts és a Florsetan Trios, a Zehetmair Quartets és a Cremona Quartet gyakran szerepelnek a műsorán.
A Wigmore Hallnak saját lemezkiadója is van, a Wigmore Hall live, amely az általa vendégül látott előadók élő koncertjeit rögzíti.

## Fordítás
- Ez a szócikk részben vagy egészben  a   Wigmore Hall című olasz Wikipédia-szócikk ezen változatának fordításán alapul.  Az eredeti cikk szerkesztőit annak laptörténete sorolja fel. Ez a jelzés csupán a megfogalmazás eredetét és a szerzői jogokat jelzi, nem szolgál a cikkben szereplő információk forrásmegjelöléseként.